# AEZ Zakakiou
AEZ (Atletiek Unie Zakaki) is een Cypriotische voetbalclub uit Zakaki, Limassol.
De club werd in 1956 opgericht en speelde lang in de lagere regionale competities. Vanaf 1985 kwam de club uit op het vierde niveau (D Kategoria). In 1987 promoveerde de club naar de C Kategoria en in 1989 kwam AEZ in de B' Kategoria. De club degradeerde direct en zakte een jaar later verder terug naar de D Kategoria. Na twee kampioenschappen op rij kwam AEZ in 1993 weer terug in de B' Kategoria. In 1997 werd gedegradeerd, maar de club promoveerde direct weer terug. Na de degradatie in 2002 duurde het tien jaar voor AEZ terugkeerde op het tweede niveau. Na een tweede plaats in 2016, speelt AEZ in het seizoen 2016/17 voor het eerst in de A Divizion.

## Bekende (oud-)spelers
- Mateja Bajunović

AEK Larnaca · 
AEL Limasol ·  
Anorthosis Famagusta · 
APOEL Nicosia · 
Apollon Limasol · 
Aris Limasol · 
Enosis Neon Paralimni · 
Ethnikos Achna ·  
Karmiotissa FC ·
Nea Salamina Famagusta ·
Omonia Aradippou · 
Omonia Nicosia · 
PAC Omonia 29M · 
Paphos FC